# Erling Andersen (Skisportler)
Erling Norman Andersen (* 7. März 1905 in Oslo; † 11. September 1993 in Berlin, New Hampshire) war ein US-amerikanischer Skisportler.

## Werdegang
Andersen, der in Norwegen geboren wurde, übersiedelte früh mit seiner Familie in die Vereinigten Staaten. Dort schloss er sich in Berlin, New Hampshire dem Nansen Ski Club an. Für die Olympischen Winterspiele 1932 in Lake Placid wurde er vom Verband für alle drei nordischen Disziplinen gemeldet. Nachdem er jedoch im Skispringen und in der Nordischen Kombination nicht gestartet war, erreichte er im Skilanglauf-Einzel über 18 km dabei den 42. Platz.